# Douglas Fox

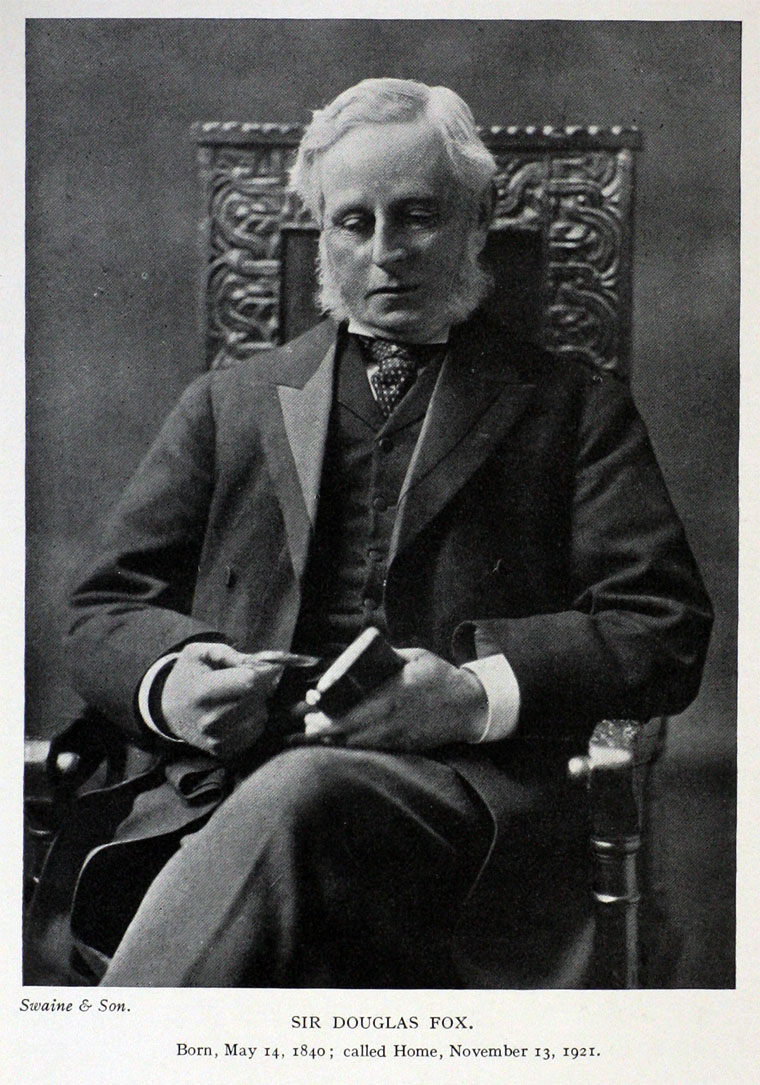
Sir Douglas Fox

Sir (Charles) Douglas Fox  (* 14. Mai 1840 in Smethwick, Staffordshire; † 13. November 1921 in Kensington, London) war ein britischer Bau-Ingenieur, Eisenbahningenieur, Brücken- und Tunnelbauer.

## Leben
Douglas Fox war der älteste Sohn von Charles Fox, dem Eisenbahn- und Brückenbau-Unternehmer, der durch den Bau des Crystal Palace bekannt wurde. Douglas Fox ging auf die King’s College School und studierte anschließend am King’s College London, musste die Pläne auf ein weiterführendes Studium am Trinity College in Cambridge jedoch aufgeben, als Fox, Henderson & Co., das Unternehmen seines Vaters, zusammenbrach und sein Vater mit ihm 1857 das Ingenieurbüro Sir Charles Fox & Son gründete.
Im Ingenieurbüro seines Vaters hatte er mit der Planung von Schmalspureisenbahnen und Brücken in Südafrika, Australien, Kanada und Indien zu tun. Nach einem schweren Unfall nahm sein Vater 1861 auch seinen zweitältesten Sohn Francis in das Ingenieurbüro auf, das daraufhin seit 1865 als Sir Charles Fox & Sons auftrat.
In London war das Büro unter anderem an der Planung der Linienführungen und der Brücken für verschiedene Eisenbahnunternehmen tätig, die ihre Strecken von Battersea zur Victoria Station verlängerten. Dazu gehörte auch die Verbreiterung der Grosvenor Bridge (Victoria Railway Bridge) über die Themse.

### Douglas Fox & Partners
Douglas Fox übernahm nach dem Tod seines Vaters im Jahr 1874 die Leitung des Ingenieurbüros, dessen Name in Douglas Fox & Partners geändert wurde. In schon seit Jahren geführten Diskussionen über eine Querung des Mersey bei Liverpool hatte sich Fox senior immer für einen Eisenbahntunnel anstelle einer Brücke ausgesprochen und entsprechende Pläne vorgelegt. 1866 wurde schließlich die Mersey Tunnel Company gegründet, um den Tunnel zu bauen, und Douglas Fox wurde zusammen mit James Brunless beauftragt, die Pläne seines Vaters auszuführen. Später kam auch der Bruder Francis zu dem Team. Der Bau des 4,8 km langen Tunnels, der streckenweise unter den Gebäuden der Stadt verlief und den Fluss in 30 m Tiefe querte, war in vieler Hinsicht technisches Neuland und in dieser Größe ohne Vorbild. Geeignete Bohrmaschinen oder Presslufthämmer waren noch nicht erfunden; der Fortschritt von 10 m pro Woche musste mit Hammer und Meissel erarbeitet werden. 1885 wurde der Tunnel fertiggestellt und 1886 durch den Prince of Wales, den späteren König Edward VII., feierlich eröffnet. Am 8. März 1886 wurde Douglas Fox in Windsor Castle zum Knight Bachelor („Sir“) geschlagen.
1882 erhielt die Partnerschaft den Auftrag für eine Eisenbahnstrecke der Manchester, Sheffield & Lincolnshire Railway, der in eine zwanzigjährige Tätigkeit für diese Gesellschaft mündete. Douglas Fox wurde für den Merseytunnel 1886 geadelt, der Name des Ingenieurbüros wurde entsprechend geändert in Sir Douglas & Francis Fox.

### Sir Douglas & Francis Fox
Zu den größeren Projekten des Büros gehörten die von 1888 bis 1893 gebaute Liverpool Overhead Railway, die erste elektrisch betriebene Hochbahn der Welt, und die Snowdon Mountain Railway, eine 1896 eröffnete Zahnradbahn auf den 1085 m hohen Snowdon in Wales.
Francis Fox, der sich einen Ruf als Tunnel- und Ventilationsexperte erworben hatte, wurde von der britischen Regierung in die von der Schweiz einberufene Kommission zur Beurteilung der Machbarkeit eines zukünftigen Simplontunnels entsandt. In London war das Büro am Bau verschiedener U-Bahnlinien beteiligt, unter anderem an der Northern Line, sowie an der Eisenbahnstrecke von Rugby zum Bahnhof Marylebone. 1902 wurden Sir Douglas & Francis Fox zum Berater der British Channel Tunnel Co. bestellt, um eine Projektstudie für einen Tunnel unter dem Ärmelkanal zu erstellen und dazu Vorarbeiten auszuführen.
In Südafrika war Sir Douglas & Francis Fox weiterhin für die Cape Government Railways tätig und für die Erweiterung der Strecke in das damalige Rhodesien, die nach den Vorstellungen von Cecil Rhodes ein Teil einer zukünftigen Verbindung von Kapstadt nach Kairo werden sollte. Zu dem Projekt gehörte auch die 1905 eröffnete Victoria Falls Bridge über den Sambesi, die im Londoner Büro von George Anthony Hobson und Ralph Freeman (Ingenieur, 1880) geplant wurde. Ralph Freeman war 1901 als 21-Jähriger von der Firma eingestellt worden. Aufgrund eines Vertrages mit Cecil Rhodes baute die portugiesischen Verwaltung von Mosambik eine Eisenbahnstrecke von Beira nach Salisbury, dem heutigen Harare, für deren Planung das Büro ebenfalls engagiert wurde. Auch die Benguelabahn wurde von Sir Douglas & Francis Fox geplant sowie Strecken für die Trans-Zambezia Railway und die Nyasaland Railways. Im Auftrag von Alfred Beit bzw. seines Beit Trust wurden vier Straßenbrücken und eine Eisenbahnbrücke geplant, darunter die 1929 eröffnete Alfred Beit Bridge über den Limpopo beim heutigen Beitbridge, damals wie heute die einzige Straßenverbindung zwischen Rhodesien und Transvaal, bzw. zwischen dem heutigen Simbabwe und Südafrika. Eine weitere war die Birchenough Bridge und die Otto Beit Bridge bei Chirundu über den Sambesi, damals Afrikas längste Hängebrücke. In Südamerika wurden Aufträge in Argentinien, Chile und Brasilien ausgeführt.
1912 wurde der 32 Jahre alte Ralph Freeman zum Partner befördert und mit der Planung von Hafenanlagen für die Furness Shipbuilding Co. beauftragt. Nach der Balfour-Deklaration von 1917 wurde die Firma gebeten, eine Studie über das landwirtschaftliche und industrielle Potential eines zukünftigen Staates Israel zu erstellen, die von Ralph Freemann, Sir Charles Metcalfe und Chaim Weizmann angefertigt wurde.
Nach dem Tod von Sir Douglas Fox im Jahr 1921 wurde Ralph Freeman zum Senior Partner befördert und die Firma weitergeführt. 1938 änderte sie ihren Namen in Freeman Fox & Partners und ist heute in zahlreichen Ländern tätig als Hyder Consulting.